# Ino Anastasia
Ino Anastasia, född på 500-talet, död 593, var en bysantinsk kejsarinna, gift med kejsar Tiberios II.

## Biografi
Ino Anastasia ska ha kommit från Daphnudium, som troligen låg vid Mindre Asiens svartahavskust, och först varit gift med officeren Ioannes. Hennes dotter var förlovad med Tiberios, men då både hennes dotter och henne make dog före dotterns bröllopsdag, gifte hon sig själv med sin dotters trolovade.
Tiberios tjänstgjorde under kejsar Justinus II, som från 573 inte kunde regera på grund av psykisk sjukdom. Justinus fru Aelia Sophia tog då makten som ställföreträdande regent och utsåg Tiberios som medregent 574. Sophia ska ha planerat att gifta sig med Tiberios, och förvägrade hans fru Ino och hans döttrar att bosätta sig i kejsarpalatset - hon förbjöd också hovdamerna att besöka dem. Ino lämnade till slut Konstantinopel med sina döttrar och bosatte sig i Daphnudium.

### Kejsarinna
År 578 blev Tiberios medkejsare till Justinus II och när Justinus dog blev Tiberios ensam regent. Sophia föreslog då ett giftermål mellan Tiberios och henne själv eller hennes dotter Arabia, men han vägrade. I stället hämtade han i hemlighet sin fru och sina döttrar till Konstantinopel med båt och lät förklara Ino som kejsarinna i en offentlig ceremoni. Hennes namn Ino ansågs opassande för en kristen kejsarinna och hon fick därför namnet Anastasia, som föreslogs av de inflytelserika kappkörningslaget De Blå. Sophia stannade dock kvar i kejsarpalatset och behöll en del av palatset för sig själv. Ino Anastasia ska ha tyckt illa om den chalkedonska religiösa fraktionen.
Vid makens död 582 blev Ino Anastasias dotter Konstantina av Bysans gift med nästa kejsare och Ino Anastasia stannade i palatset precis som Sophia och behöll titeln kejsarinna.